# Station Bayford
Bayford is een spoorwegstation in Engeland. 